# Hoplitis urfensis
Hoplitis urfensis är en biart som först beskrevs av Van der Zanden 1984.  Hoplitis urfensis ingår i släktet gnagbin, och familjen buksamlarbin. Inga underarter finns listade i Catalogue of Life.